# 1 del Pegàs
1 del Pegàs (1 Pegasi) és un estel en la constel·lació del Pegàs de magnitud aparent +4,09. Va formar part de l'antiga constel·lació de Tigris, avui descartada. Es troba a 156 anys llum del Sistema Solar.
1 del Pegàs és una gegant taronja de tipus espectral K1III. Té una temperatura efectiva de 4671 ± 24 K i és 60 vegades més lluminosa que el Sol. El seu radi és 12 vegades més gran que el diàmetre solar i gira sobre si mateixa amb una velocitat de rotació projectada de sol 1,2 km/s. Presenta una metal·licitat —abundància relativa d'elements més pesants que l'heli— inferior a la solar ([Fe/H] = −0,14).
Té una edat estimada de gairebé 4000 milions d'anys i la seva cinemàtica sembla correspondre a la d'un membre del «corrent d'Hèrcules»; aquest és un grup gran d'estels en les rodalies del Sistema Solar la velocitat rotacional entorn del centre galàctic difereix significativament de la que tenen la gran majoria dels estels de la Via Làctia.
1 del Pegàs forma un sistema binari amb un estel de magnitud 8,4 separada 36 segons d'arc. Aquesta acompanyant és una binària espectroscòpica amb un període orbital de 3,04 anys. La component principal d'aquesta binària és una nana taronja de tipus K0V.